# Catbalogan
Catbalogan es un municipio de la provincia de Sámar en Filipinas. Es la capital de la provincia de Sámar. Según el censo del año 2000 tiene una población de 84 180 personas.

## Barangays
Catbalogan se divide en 57 barangays.
| - Albalate - Bagongon - Bangon - Basiao - Buluan - Bunuanan - Cabugawan - Cagudalo - Cagusipan - Cagutian - Cagutsan - Canhawan Gote - Canlapwas (Pob.) - Cawayan - Cinco - Darahuway Daco - Darahuway Guti - Estaka - Guinsorongan | - Iguid - Lagundi - Libas - Lobo - Manguehay - Maulong - Mercedes - Mombon - New Mahayag - Old Mahayag - Palanyogon - Pangdan - Payao - Población 1 (Barangay 1) - Población 2 (Barangay 2) - Población 3 (Barangay 3) - Población 4 (Barangay 4) - Población 5 (Barangay 5) - Población 6 (Barangay 6) | - Población 7 (Barangay 7) - Población 8 (Barangay 8) - Población 9 (Barangay 9) - Población 10 (Barangay 10) - Población 11 (Barangay 11) - Población 12 (Barangay 12) - Población 13 (Barangay 13) - Muñoz (Población 14) - Pupua - Guindaponan - Rama - San Andrés - San Pablo - San Roque - San Vicente - Silanga - Totoringon - Ibol - Socorro |